# Întoarcerea acasă
Întoarcerea acasă (titlu original Homecoming Saga) este o serie science fiction scrisă de Orson Scott Card, care își are originea în Cartea lui Mormon. Unele dintre numele personajelor sunt preluate tot din această carte.

## Conținutul seriei
Seria conține cinci volume (patru publicate în limba română):
- The Memory of Earth (1992) - ro. Amintirea Pământului
- The Call of Earth (1992) - Chemarea Pământului
- The Ships of Earth (1994) - Navele Pământului
- Earthfall (1995) - Din nou pe Pământ
- Earthborn (1995) - Născuți pe Pământ

## Intriga
Acțiunea seriei se petrece la patruzeci de milioane de ani în viitor, cea a primelor trei volume având loc pe planeta Harmony. După ce Pământul a devenit nelocuibil în urma războaielor, omenirea a plecat pe Harmony și pe alte patruzeci de planete (în serie apar doar numele a două dintre ele: Ramadan - colonizată de arabi și Harmony - colonizată de slavi).
Pe Harmony, coloniștii au pus o inteligență artificială, Sufletul Suprem - pe care bărbații îl consideră ca fiind de genul masculin, iar femeile de genul feminin -, să monitorizeze planeta folosind o rețea de sateliți. El/ea influențează acțiunile oamenilor; deși nu îi poate împiedica să facă rău, limitează distrugerile provocate de ei suprimând orice gânduri care ar putea duce la călătoria pe distanțe lungi sau comunicarea instantanee. Deși tehnologia de pe Harmony include calculatoare primitive, fără capacitatea de a folosi o rețea gen internet, iar Sufletul Suprem a fost folosit pentru transferul de date și arme alimentate cu energie solară, nu există mașini sau trenuri.
Sufletul Suprem, proiectat să reziste douăzeci de milioane de ani, începe să se defecteze. El/ea decide să trimită o expediție înapoi pe Pământ pentru a cere sfatul unei entități a cărei imitație este: misteriosul Păstrător al Pământului. Puțin după aceea, oamenii încep să aibă vise similare celor transmise de Sufletul Suprem: ele vin direct de la Păstrătorul Pământului, lucru care demonstrează că acesta stăpânește comunicarea cu viteze superluminice.
Călătoria spre locul unde se află navele, un lung periplu prin deșert întrerupt de sarcini, ocupă primele trei cărți. A patra carte, Înapoi pe Pământ, povestește călătoria uneia dintre nave și misiunea ei de a stabili o colonie și de a relua legăturile dintre cultura umană și creaturile apărute pe Pământ între timp. Acțiunea ultimului volum, Născuți pe Pământ, se petrece la cinci secole în viitor: singurul membru al expediției originale rămas în viață pune noua cultură pe calea cea bună, împlinind misiunea Sufletului Suprem.

## Personaje
Personajele de mai jos sunt cele care au pornit în expediția spre Pământ și joacă un rol important în cadrul seriei. Personajele importante pentru fiecare carte în parte sunt prezentate în secțiunea corespunzătoare cărților respective.
- Sufletul Suprem: O inteligență artificială care înregistrează toate evenimentele de pe Harmony, fiind venerat ca zeiță de către femei și ca zeu de către bărbați. Poate influența acțiunile oamenilor, care au fost modificați genetic pentru a-i recepționa sfaturile. Când își dă seama că s-ar putea să își înceteze funcționarea fără a-și fi atins scopul, începe să influențeze anumiți oameni să se înmulțească în așa fel încât descendenții lor să aibă o abilitate tot mai mare de a-l auzi. În Amintirea Pământului, începe să îi instruiască pe acești oameni să pună la cale o revenire pe Pământ, sperând să capete ordine de la Păstrătorul Pământului, cel care l-a modelat.
- Nafai: Are paisprezece ani la începutul seriei și este ales de Sufletul Suprem să conducă expediția către Pământ, mai ales datorită legăturii puternice dintre ei. Este inteligent și plin de bune intenții, dar tinerețea îl face să nu știe când să se oprească din vorbit. Pe măsură ce se desfășoară seria, el se maturizează și își asumă tot mai bine rolul. El este al doilea fiu al lui Volemak și Rasa și se căsătorește cu Luet, cu care are un copil pe nume Chveya. El moștenește o pelerină care îmbunătățește legătura cu Sufletul Suprem și are diferite funcții, printre care și aceea de a vindeca rănile.
- Luet: Are treisprezece ani la începutul seriei și poate interpreta visele profetice. Este mai matură decât Nafai, temperând cu răbdare și sfaturi bune personalitatea impulsivă și uneori încăpățânată a acestuia. Are nevoie de el la fel de mult cum el are nevoie de ea.
- Issib: Fratele mai mare al lui Nafai, schilod, se poate mișca în Basilica și în vecinătatea navelor cu ajutorul unui dispozitiv care reacționează la contracțiile sale musculare, dar în alte zone este condamnat să trăiască într-un scaun dotat cu înaltă tehnologie. Cercetările lui îi ajută pe toți să înțeleagă că Sufletul Suprem blochează anumite lucruri din gândurile oamenilor de pe Harmony. Se căsătorește cu Hushidh și devine unul dintre cei care știe să folosească cel mai bine Catalogul.
- Hushidh: Sora mai mare a lui Luet, poate vedea legăturile dintre oameni, care se manifestă în visele ei sub forma unor fire. Acest lucru îi dă posibilitatea de a vedea în profunzime ce gândesc oamenii și să își dea seama ce cuvinte sunt potrivite pentru a rupe legăturile slabe. Din păcate, nu este în stare să își dea seama de efectele pe scară largă ale descoperirilor sale. Deși în primă fază consideră mariajul cu Issib o potrivire de conveniență între bărbații și femeile necăsătoriți care participă la călătorie, cei doi se îndrăgostesc.
- Elemak: Fratele cel mai mare al lui Nafai, este un neguțător foarte bun, cu aptitudinea de a învăța limbi, dar prea dornic de putere și violent pentru a fi ales de Sufletul Suprem. Nu îl va ierta niciodată pe Nafai pentru asta și, deși nu vrea să îi omoare pe ceilalți, nu renunță la ideea de a-l ucide pe Nafai. Pe măsură ce intriga țesută de el devine mai complexă, la fel se întâmplă și cu apărarea lui Nafai, mulțumită Sufletului Suprem și a comunității.
- Mebbekew: Fratele mai mare al lui Nafai, hedonist și actor în devenire, ultima sa cucerire este "nepoata" Rasei, Dol. Cei doi se căsătoresc, dar Mebbekew nu îi este fidel. Îi ține partea lui Elemak împotriva lui Nafai, deși este mult mai puțin isteț decât ambii.
- Rasa: Mama lui Nafai, conduce o școală de prestigiu în Basilica. Cinci dintre "nepoatele" sale pornesc în expediția către Pământ. Nereușind să își reînnoiască mariajul cu Volemak, se mărită pentru o vreme cu Gaballufix, dar revine în cele din urmă la Volemak. Deși e cea mai bătrână femeie din expediție, mai face trei copii pe parcursul ei, primul fiind Oykib.
- Volemak: Tatăl lui Nafai, numit Wetchik pe Harmony, un neguțător bogat. Credința sa în Sufletul Suprem și în planurile acestuia este de neclintit și, deși inițial face lucruri aparent iraționale, acestea își găsesc explicația odată cu plecarea în expediție. Autoritatea lui este cea care reușește, în cele din urmă, să țină în frâu conflictul dintre susținătorii lui Nafai și cei ai lui Elemak.
- Shedemei: Un genetician remarcabil, "nepoată" a Rasei, se alătură expediției nu pentru că ar avea legături puternice cu ea, ci deoarece are echipamentul și cunoștințele necesare pentru a ajuta flora și fauna de pe Pământul devastat. Ea și Zdorab rămân singurul cuplu separat, până când ea ajunge să îl cunoască mai bine, moment în care devin cea mai legată pereche din grup. Este a doua alegere a Sufletului Suprem pentru pelerină, în cazul în care Nafai ar fi refuzat-o și o primește de la Nafai după ce pun bazele comunității de pe Pământ, moment în care revine pe orbită, de unde supraveghează planeta. Petrece mult timp în animație suspendată, vegheată de Sufletul Suprem și, după cinci sute de ani, revine pentru a pune bazele unei școli și pentru a evita o tragedie politică.
- Zdorab: Un servitor, aparent ales doar din întâmplare, când este găsit Catalogul, pe care știe să îl folosească. Reușește să evite buclele și blocajele din programarea Sufletului Suprem, este mereu serviabil, lucru care nu îi place lui Shedemei. Pusă în fața căsătoriei cu el, ea descoperă că această atitudine a lui este un mecanism de supraviețuire al unui homosexual aflat pe o planetă bigotă, moment în care cei doi devin foarte apropiați. Când Shedemei se retrage pe navă, el o rumează, dar moare înaintea ei, neavând pelerina.
- Eiadh: Una dintre frumoasele "nepoate" ale Rasei, de care se îndrăgostește Nafai. Ea e atrasă de Elemak și, în timpul luptei dintre ei, oscilează între cei doi. În cele din urmă Nafai se îndrăgostește și se căsătorește cu Luet, iar Eiadh cu Elemak, dar ea îi ține partea împotriva soțului ei criminal.
- Sevet: Fiica mai mare a Rasei cu Gaballufix. O cântăreață apreciată în Basilica, își înșală regulat - întâi cu Obring, apoi cu Elemak și Mebbekew. Soțul ei, Vas, pare a trece cu vederea și, spre deosebire de Elemak, intrigile sale nu sunt evidente, ci calculate minuțios.
- Kokor: Fiica mai mică a Rasei cu Gaballufix, foarte geloasă pe sora ei, Sevet. Când o descoperă pe Sevet în pat cu soțul ei, Obring, cedează psihic și o lovește pe Sevet în gât, răpindu-i abilitatea de a cânta. Cele două încearcă mereu să se depășească una pe alta și nu se vor împăca niciodată pe deplin.

## Organizarea socială

Cărţile seriei

Pe Harmony, personajele recrutate de Sufletul Suprem trăiesc în orașul Basilica, considerat centrul planetei datorită faptului că este singurul loc neinfluențat de vreo modificare cauzată de mișcările tectonice ale planetei.
În acest oraș, puterea aparține femeilor. Ele aleg cu cine se căsătoresc, iar locuințele sunt proprietatea lor. Chiar și comunicarea cu Sufletul Suprem se face tot de către o membră a lor, vizionara în ape, care intră în transă într-un lac în care este permis doar accesul femeilor.
Căsătoriile lor cu bărbații se desfășoară sub forma unor contracte anuale. După expirarea fiecărui an, acest contract poate fi reînnoit, sau femeia își poate căuta alt soț, cu care încheie un nou contract. Asta face ca majoritatea locuitorilor Basilicăi să fie rude într-un fel sau altul, devenind frați de tată sau de mamă, sau fiind legați prin alianță cu „unchi” și „mătuși”. Bărbații cărora nu li se reînnoiește contractul și nu sunt doriți de vreo altă femeie, rămânând singuri, sunt nevoiți să părăsească Basilica și să meargă într-o așezare situată la periferia acesteia, Dogtown.
Odată cu pornirea în pelerinajul care duce spre locul în care sunt adăpostiți Sufletul Suprem și navele sosite de pe Pământ în urmă cu 40 de milioane de ani, are loc o schimbare în organizarea socială. Femeile capătă tot mai multe responsabilități legate de copiii pe care-i nasc, în timp ce bărbații se ocupă de ridicarea și strângerea taberelor, de procurarea hranei și de toate întreprinderile dificile pe care le presupune călătoria și cărora femeile le fac mai greu față. Astfel, în Navele Pământului, polul puterii începe să migreze spre bărbați, spre nemulțumirea femeilor. Acest lucru se realizează în mod mai discret în cazul lui Volemak - care numește două râuri după primii născuți băieți - și Nafai - care are o mică dispută familială cu Luet pe tema tratamentului pe care îl aplică femeilor, sau într-un mod fățiș, cum e cazul lui Elemak - care consideră că, în cazul adulterului, va fi ucisă doar femeia, deoarece bărbații sunt necesari pentru supraviețuirea caravanei datorită forței fizice.
Pentru a împiedica apariția unor lupte din gelozie în sânul micii caravane care părăsește Basilica, legea care permitea reînnoirea sau schimbarea anuală a contractului de căsătorie este abrogată, fiind înlocuită cu obligația căsătoriei pe viață cu un partener. Deși stârnește protestele unora dintre participanți, ea este aprobată și încălcarea ei urmează să fie pedepsită cu moartea.
Pas cu pas, rolul femeii în societate devine unul cu tot mai puține drepturi. În rândul urmașilor pelerinilor, Nafarii și Elemakii, femeile nu mai sunt luate în seamă în conducerea societății sau în educație, iar readucerea în atenție a egalității sexelor de către Shedemei stârnește o adevărată mișcare socială.

### Raportul cu speciile găsite pe Pământ
La sosirea lor pe Pământ, oamenii sunt venerați ca niște zei de către cele două rase dezvoltate în cei 40 de milioane de ani de absență, Îngerii și Săpătorii. Divizarea pelerinilor în Nafari și Elemaki duce la două feluri de raporturi cu băștinașiiː în timp ce Elemakii îi folosesc pe Săpători pentru oprimarea recalcitranților și refuză prezența Îngerilor pe teritoriul lor, Nafarii guvernează alături de Îngeri și îi folosesc pe Săpători pe post de sclavi. Acțiunile aceleiași Shedemei provoacă mișcările sociale necesare obținerii egalității în drepturi a tuturor celor trei specii.

## Tehnologia
Pentru a se evita dezastrul care a afectat Pământul, urmașilor coloniștilor ajunși pe Harmony le este interzis accesul la tehnologie. De fiecare dată când unul dintre coloniști începe să deducă principiile unei tehnologii avansate își pierde cunoștința și uită la ce se gândea. Acest aspect este atent monitorizat de Sufletul Suprem, care permite doar folosirea unei tehnologii rudimentare astfel ca, în cazul unui război, distrugerile să se producă la scară locală, fără a afecta întreaga planetă.
Programarea Sufletului Suprem este dusă la un asemenea nivel încât acesta nu poate nici măcar să-și desconspire poziția pelerinilor pe care-i cheamă să-l găsească. În Navele Pământului, Nafai trebuie să apeleze la o combinație de logică și înșelătorie pentru a trece de barierele impuse de creierul său și de programarea Sufletului Suprem. Contactul cu câmpul energetic care protejează sediul Sufletului Suprem și navele cu care au coborât pe Harmony primii coloniști îi pune lui Nafai viața în pericol, deoarece este o tehnologie pe care nu o înțelege și ale cărei efecte îi sunt necunoscute.
Singurele tehnologii accesibile pelerinilor sunt câteva arme cu încărcare energetică folosite la vânătoare și Catalogul Sufletului Suprem, o arhivă informatică construită folosind principiile fractalilor, în a cărei folosire se specializează Zdorab și Issib.
În nava Basilica cu care călătoresc spre Pământ, pelerinii descoperă înco două tehnologii noi. Prima, mantia de comandant, îl face aproape invincibil pe cel care o poartă, vindecându-i continuu rănile și îi pune la dispoziție un întreg arsenal de energii pe care el le poate folosi ca să-și impresioneze sau doboare dușmanii. Ea este purtată mai întîi de Nafai, apoi acesta i-o transferă lui Shedemei. Cealaltă tehnologie o constituie câmpurile de stază, care țin adormiți membri echipajului pe durata călătoriei și-i permit lui Shedemei să fie în viață chiar și la cinci secole după ce toți foștii ei camarazi au decedat.

## Pământul viitorului

### Geografia
Călătorii de pe Harmony ajung pe Pământ în regiunea ocupată, la ora actuală, de America Centrală și Insulele Caraibe. Întâlnirea dintre două plăci tectonice - Cocos, din Oceanul Pacific și Caraibe - a dus la înălțarea unor lanțuri muntoase cu vârfuri care depășesc 11 km. Regiunea este înconjurată de Oceanul Pacific și de rămășițe ale Golfului Mexic și Mării Caraibilor, în timp ce în partea Oceanului Atlantic s-au ridicat la suprafață platouri care s-au transformat în zone deșertice.

### Istoria
În urma războaielor care au făcut Pământul nelocuibil și au alungat în spațiu rasa umană, nișa de viață inteligentă de pe Pământ a început să fie ocupată de două raseː liliecii și șobolanii. Acestea au evoluat într-o relație de simbioză, înmulțirea și controlul populației în fiecare rasă fiind legat în mod direct de ale celeilalte. Mitologia lor face referire la oameni, pe care îi numesc Cei Străvechi. Deși la un moment dat pe Pământ revine un grup de pelerini de pe planeta Ramadan, acesta vor popula un teritoriu diferit și nu va intra în contact cu liliecii și șobolanii. Reunirea celor trei rase pământene se va face doar după sosirea oamenilor de pe Harmony, iar coabitarea pașnică și cu drepturi egale va mai necesita scurgerea a încă o jumătate de secol.

### Rasele
Îngerii
Evoluați din lilieci, Îngerii sunt o rasă care trăiește în copaci și naște perechi de gemeni a căror viață este legată pe vecie. Ei sunt deseori atacați de Săpători, care îi ucid fără milă și-i mănâncă în cadrul unor ritualuri religioase fastuoase. Însă Îngerii sunt importanți pentru Săpători și din alt motiv: statuile pe care le modelează din lut în perioada lor de împerechere devin obiecte de cult printre Săpători și îi ajută pe acesta în ritualurile lor de fertilitate. Așa cum avea să descopere Shedemei, un compus din saliva cu care Îngerii modelează lutul anulează un inhibitor sexual pe care-l posedă Săpătorii, permițându-le să se înmulțească. Relația de simbioză dintre cele două rase este întreruptă în urma intervenției genetice a oamenilor de pe Harmony. Odată rupt echilibrul, Îngerii nu mai au importanță pentru Săpători decât ca hrană, ceea ce duce la separarea arealelor celor două grupuri.
Săpătorii
Această rasă s-a născut prin evoluția șobolanilor și trăiește sub pământ. Până la sosirea oamenilor de pe Harmony au mai multe tipuri de conducători (pe linie de sânge, al războiului, religios) și înmulțirea lor este condiționată de prezența Îngerilor. Obiectele artizanale realizate de aceștia sunt folosite în ritualuri de fertilizare fără de care Săpătorii nu se pot înmulți (saliva Îngerilor anulează un inhibitor sexual aflat în corpul Săpătorilor). Din acest motiv, deși îi atacă pe Îngeri și îi folosesc drept hrană, nu îi extermină. După sosirea grupului lui Nafai, ei se alătură Elemakilor și îi oprimă pe opozanții regimului acestora. Puținii Săpători care încearcă nu se alătură acestei tabere devin sclavi ai Nafailor, până la reformele regelui Motiak.

## Opinii critice
The Guardian consideră seria Întoarcerea acasă „una dintre cele mai reușite ale lui Card”, argumentând că „scriitorul imaginează un viitor care îi aduce provocări nenumărate cititorului”. Kirkus vede în ea „mai mult decât o parabolă și nu chiar o alegorie”, apreciind că „reușește cu succes să fie, în același timp, un divertisment plăcut, de necontestat și edificatoare”.